# 4th of July (Fireworks)
„4th of July (Fireworks)” – piosenka electro-house’owa stworzona na piąty album studyjny amerykańskiej piosenkarki Kelis pt. Flesh Tone (2010). Wyprodukowany przez DJ-a Ammo, utwór wydany został jako drugi singel promujący krążek dnia 8 czerwca 2010 roku.

## Informacje o utworze
Piosenkę „4th of July (Fireworks)” nagrano w Casa de Kelis, osobistym studio wykonawczyni w jej rezydencji w Los Angeles, a następnie zmiksowano w Paper V.U. Studios w Północnym Hollywood. Kompozycja zawiera sample z utworu „You’re My Heart (Pilotpriest Remix)”, wykonywanego oryginalnie przez kanadyjską grupę Lioness. Jej autorami są: Jean Baptiste, Damien „Ammo” Leroy, Jamie Munson, Anthony Burns, Vanessa Fischer, Ronald Morris, Jeff Scheve oraz sama Kelis. Drugi z twórców wyprodukował gotowy utwór.

## Wydanie singla
Światowa premiera singla odbyła się w systemie digital download dnia 8 czerwca 2010 roku. Niespełna miesiąc później, tytułowego 4 lipca, singel udostępniono w sprzedaży cyfrowej w Wielkiej Brytanii, a nazajutrz wydano tam także singel na płytach kompaktowych.
Sprzedaż singla na Wyspach Brytyjskich była niska. W notowaniu UK Singles Chart „4th of July (Fireworks)” osiągnął jako szczytne miejsce #32, a na Irish Singles Chart – zaledwie #198. Stanowiło to, szczególnie w przypadku irlandzkiej listy przebojów singlowych, wyniki znacznie słabsze niż te, które zanotował poprzedni singel Kelis „Acapella” (#5 w UK oraz #17 w Irlandii).
Na liście magazynu Billboard Hot Dance Club Play utwór powtórzył sukces „Acapelli”, osiągając pozycję w Top 5 zestawienia (#4).

## Recenzje
Utwór „4th of July (Fireworks)” uzyskał głównie pozytywne recenzje krytyków muzycznych. Redaktor magazynu New Musical Express, Gavin Haynes, pisał o utworze jako o „'postrzępionym', dźwiękowo nasyconym kawałku electro, przypominającym intro 'The Love Below' z albumu Speakerboxxx/The Love Below (2003) OutKastu”. Recenzent portalu internetowego UnrealityShout.com w swym omówieniu nazwał „4th of July (Fireworks)” „cudownie napisaną piosenką miłosną”. Dodał, że utwór „przypomina ten sam rodzaj produkcji, który był normą dla muzyki tanecznej w latach 2000-2004”, podkreślając ambicje twórców, a także docenił wokale Kelis. Redaktor witryny AllMusic, omawiając album Flesh Tone, uwzględnił piosenkę w tzw. zestawieniu Track Pick, kompilującym najlepsze, zdaniem autora recenzji, kompozycji na płycie. Negatywną recenzję wydało BBC Music, którego pamflecista wycenił utwór na .

## Teledysk
Teledysk do utworu kręcony był na pustyni opodal Los Angeles, został zaś wydany za pośrednictwem oficjalnych kont Kelis w serwisach YouTube oraz Vevo.com dnia 16 czerwca 2010. Reżyserią klipu zajęli się brytyjski fotograf John „Rankin” Waddell oraz współpracownica Nicole Ehrlich; oboje pracowali już przy realizacji klipu Kelis „Acapella”. W teledysku wokalistka stanowi personifikację czterech naturalnych żywiołów: ziemi, wiatru, wody i ognia.

## Listy utworów i formaty singla
| Ogólnoświatowy digital download 1. „4th of July (Fireworks)” – 5:29 Brytyjski singel CD 1. „4th of July (Fireworks)” (Radio Edit) – 3:10 2. „4th of July (Fireworks)” (Calvin Harris Remix) – 5:38 Amerykańskie promo CD złożone z remiksów #1 1. „4th of July (Fireworks)” (Rusko Remix) – 4:10 2. „4th of July (Fireworks)” (Richard X Remix) – 6:20 3. „4th of July (Fireworks)” (Burns Remix) – 5:22 4. „4th of July (Fireworks)” (Calvin Harris Remix) – 5:39 5. „4th of July (Fireworks)” (Fernando Garibay Remix) – 5:17 | Amerykańskie promo CD złożone z remiksów #2 1. „4th of July (Fireworks)” (DJ DLG Lazor Arena Remix) – 7:07 2. „4th of July (Fireworks)” (WaWa Remix) – 3:10 3. „4th of July (Fireworks)” (Saul Ruiz Club Mix) – 7:33 4. „4th of July (Fireworks)” (Hector Fonseca Remix) – 8:56 5. „4th of July (Fireworks)” (Zoned Out Remix) – 7:47 Brytyjskie promo CD złożone z remiksów 1. „4th of July (Fireworks)” (Club Version) – 3:39 2. „4th of July (Fireworks)” (Richard X Remix) – 6:20 3. „4th of July (Fireworks)” (Calvin Harris Remix) – 5:38 |

## Pozycje na listach przebojów
| Kraj/region               | Notowanie (2010)     | Wydawca   | Najwyższa pozycja |
| ------------------------- | -------------------- | --------- | ----------------- |
| Belgia ( Flandria)        | Ultratip 30          | Ultratop  | 2                 |
| Belgia ( Region Waloński) | Ultratip 30          | Ultratop  | 29                |
| Bułgaria                  | Top 40 Singles       | IFPI      | 12                |
| Chorwacja                 | Top 100 Singles      | YE        | 13                |
| Czechy                    | Top 100 Airplay      | IFPI      | 41                |
| Irlandia                  | Top 50 Singles       | IRMA      | 198               |
| Słowacja                  | IFPI Top 100 Singles | IFPI      | 37                |
| Stany Zjednoczone         | Hot Dance Club Songs | Billboard | 4                 |
| Wielka Brytania           | UK Dance Chart       | OCC       | 6                 |
| Wielka Brytania           | UK Singles Chart     | OCC       | 32                |

## Historia wydania
| Region            | Data           | Format           | Wytwórnia       |
| ----------------- | -------------- | ---------------- | --------------- |
| Stany Zjednoczone | 8 czerwca 2010 | digital download | will.i.am music |
| Wielka Brytania   | 4 lipca 2010   | digital download | Polydor Records |
| Wielka Brytania   | 5 lipca 2010   | singel CD        | Polydor Records |